# Flor María Chalbaud
Flor de María Chalbaud Castro (Caracas, 3 de julio de 1921- Alcobendas, 12 de enero de 2013) Hija de Antonio Chalbaud Cardona y Angelina Castro Tejera, contrajo matrimonio el 4 de febrero de 1945 con Marcos Pérez Jiménez por lo que fue primera dama de Venezuela entre el 2 de diciembre de 1952 hasta la madrugada del 23 de enero de 1958.

## Vida

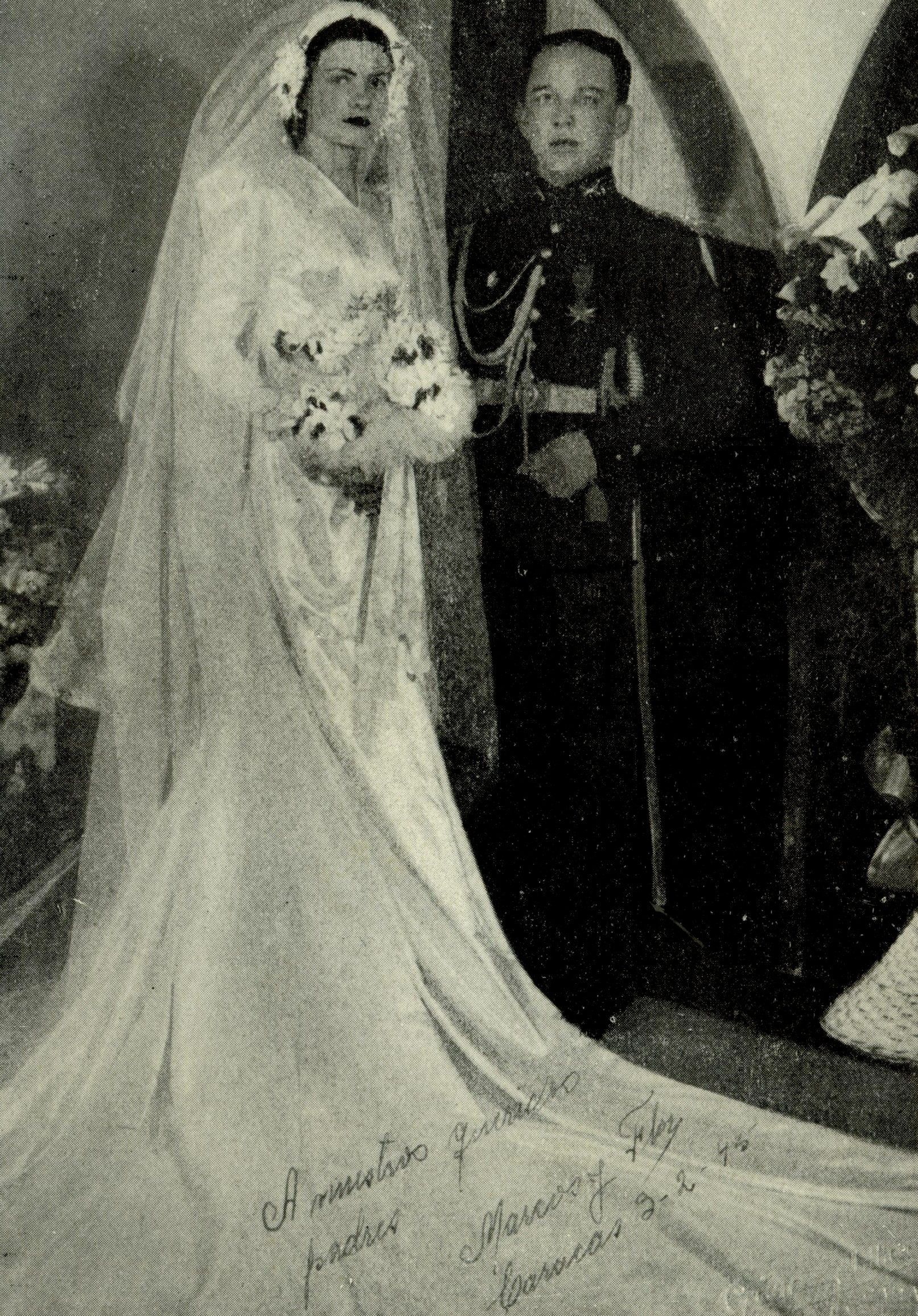
Flor Chalbaud y Marcos Pérez Jiménez el día de su boda.

Durante el Gobierno de su esposo fue conocida por la prensa nacional en el momento donde ella presidiera o participara en eventos protocolares del Gobierno Nacional como "Doña Flor María Chalbaud Cardona de Pérez Jiménez", los apellidos Chalbaud Cardona eran de uso frecuente en honor a su padre (algo típico para la época).

Adicionalmente fue prima hermana del Presidente Teniente Coronel Carlos Delgado Chalbaud. Fue partícipe en la creación de la Sociedad Bolivariana de Damas, constituida por las damas que conformaban el gabinete presidencial. El objetivo de la organización era:
"Procurar por todos los medios posibles la asistencia a las madres y a los niños venezolanos y dedicarse además a otros fines de protección social."
Entre los años 1953-1954 la Sociedad Bolivariana de Damas, se dedicó a inaugurar en todo el país obras tales como: Casas Cunas, Jardines de Infancia, Escuelas, Parques Infantiles, Centros Maternos, en fechas especiales repartían juguetes para los niños, entre otras actividades.

## Últimos años
En los años de exilio del General Marcos Pérez Jiménez en España ella se encontraba siempre a su lado, desde los juicios realizados contra Pérez Jiménez en los años 60 hasta su estadía final en Alcobendas. Murió el 12 de enero de 2013 a la edad de 91 años.